# Corea di Sydenham
La corea di Sydenham (chorea minor), detta anche corea infettiva o corea reumatica o ballo di San Vito, è un tipo di encefalite che compare in soggetti con patologie reumatiche, passate o presenti, di solito nell'infanzia. È uno dei possibili postumi di un'infezione dal batterio Streptococcus pyogenes.
È un disturbo caratterizzato da rapidi movimenti a scatto scoordinati (corea) che si verificano soprattutto nel viso, nelle mani e nei piedi. La malattia è di solito latente e si mostra fino a 6 mesi dopo l'infezione acuta, ma può occasionalmente essere il sintomo di presentazione della febbre reumatica. La corea di Sydenham si verifica più frequentemente nelle femmine rispetto ai maschi e la maggior parte dei pazienti sono giovani al di sotto dei 18 anni di età. L'insorgenza nell'età adulta è relativamente rara e la maggior parte dei casi sono associati con una esacerbazione della condizione dopo averla già sperimentata durante l'infanzia.

## Etimologia
Il nome della malattia ha origine nel suo scopritore Thomas Sydenham (1624-1689). La definizione ballo di San Vito fa riferimento all'omonimo santo, martire cristiano morto nel 303 d.C., patrono dei danzatori. San Vito, secondo delle credenze, guarì il figlio di Diocleziano dalla corea, per cui questa malattia viene ad oggi legata a lui.

## Epidemiologia
Si diffonde soprattutto in età pediatrica (10% nei casi di febbre reumatica).

## Sintomatologia
La corea di Sydenham è caratterizzata dalla brusca insorgenza (a volte anche in poche ore) di sintomi neurologici, classicamente la corea, che in genere colpisce tutti e quattro gli arti. Altri sintomi neurologici includono il cambiamento del comportamento, la disartria, un disturbo della camminata, la perdita del controllo motorio fine e grossolano con il risultato di deterioramento della scrittura a mano, mal di testa, cognizione rallentata, smorfie del viso, nervosismo, tremore e ipotonia muscolare.
Inoltre, possono esserci fascicolazioni e il "segno della mungitura", che è uno spasmo della mano con aumento e diminuzione della tensione, come nella mungitura a mano.
Le manifestazioni non neurologiche della febbre reumatica acuta sono la cardite, l'artrite, l'eritema marginato e i noduli sottocutanei.
La sindrome PANDAS (disturbi neuropsichiatrici autoimmuni pediatrici associati a infezioni da streptococco) è simile, ma non è caratterizzata dalla disfunzione motoria di Sydenham. La PANDAS si presenta con tic e una componente psicologica e si verifica molto prima, giorni a settimane dopo l'infezione piuttosto che 6-9 mesi più tardi.
La corea di Sydenham può essere confusa con altre condizioni come la sindrome di Tourette, il lupus eritematoso sistemico e la sindrome di Guillain-Barré per il coinvolgimento neurologico post-infettivo.

## Prognosi
Il 50% dei pazienti con corea di Sydenham acuta recupera spontaneamente dopo 2-6 mesi, mentre la corea lieve o moderata o altri sintomi motori possono persistere, in alcuni casi, fino a oltre due anni. La corea di Sydenham è anche associata con sintomi psichiatrici e il disturbo ossessivo-compulsivo è la manifestazione più frequente. Sono possibili le ricadute e le recidive, specie in gravidanza.